# Stenar
Stenar (2501 m) je gora v Julijskih Alpah v skupini Razorja in Prisojnika. Njegove stene strmo padajo na planoto Na Rušju in v dolino Vrat, nekoliko manj strmo je le pobočje proti Kriškim podom, koder poteka normalen dostop na vrh. V njegovi severni steni, imenovani Trikot, se nahaja nekaj težkih plezalnih smeri. Proti zahodu je preko škrbine Stenarska vratca vezan na sosednji Križ, preko jugozahodnih Dovških vrat pa na Bovški Gamsovec. Stenar je med najbolj razglednimi vrhovi Julijskih Alp, pozornost nase pa vsekakor pritegne Triglav s svojo veličastno severno steno.

## Izhodišča
- Bovec, dolina Zadnjice
- Kranjska gora, Krnica
- Kranjska gora, Vrata

## Dostopi
- 4½h: od Aljaževega doma v Vratih (1015 m), čez Sovatno
- 5½: od Koče v Krnici, čez Križ
- 2h: od Bivaka Na Rušju (1980 m), čez Stenarska vratca (delno brezpotje!)
- 2h: od Pogačnikovega doma na Kriških podih (2050 m)